# Lawrence Gowan
Lawrence Gowan (Glasgow, 22 novembre 1956) è un cantante, tastierista e chitarrista canadese, di nascita scozzese.
È celebre per essere componente della rock band Styx, oltre che per la sua carriera solista.

## Biografia
All'età di 19 anni, Gowan si diplomò al Royal Conservatory of Music di Toronto, Ontario, come pianista, e poco dopo si unì al gruppo Rhinegold nel 1976, il quale 5 anni dopo si sciolse.
Gowan iniziò così una carriera solista che lo portò a pubblicare il primo album nel 1982, prodotto da Rob Freeman e che si avvalse di Kim Mitchell alla chitarra. A questo disco seguì nel 1985 l'album Strange Animal che inaugurò il successo commerciale in Canada. Il cd conteneva le hit A Criminal Mind, (You're a) Strange Animal, Guerilla Soldier e Cosmetics, tutti divenuti singoli. Nel 1987 Gowan pubblicò Great Dirty World e con esso il singolo Moonlight Desires.
Nel 1990 Lost Brotherhood presentò un sound più hard rock e rese singoli le tracce Lost Brotherhood, All the Lovers in the World e Out of a Deeper Hunger. Il disco uscì anche in USA. Nel 1993 fu il turno di ...but you can call me Larry e dei singoli, più vicini a un sound pop, When There's Time for Love, Soul's Road e Dancing on My Own Ground. The Good Catches Up uscì nel 1995 con il singolo Guns and God.
Nel 1996 Gowan fu ingaggiato dalla progressive rock band Styx come cantante e tastierista. Nel 2003 pubblicò con loro il primo disco, Cyclorama, a cui seguì nel 2005 Big Bang Theory.

## Discografia

### Solista
| Data           | Titolo                       | Classifica              |
| Data           | Titolo                       | Canada RPM Album charts |
| -------------- | ---------------------------- | ----------------------- |
| Settembre 1982 | Gowan                        | #82                     |
| Gennaio 1985   | Strange Animal               | #5                      |
| Marzo 1987     | Great Dirty World            | #4                      |
| Luglio 1990    | Lost Brotherhood             | #26                     |
| Settembre 1993 | ...but you can call me Larry | #60                     |
| Novembre 1995  | The Good Catches Up          |                         |

### Singoli
| Anno | Titolo                       | Classifica         | Classifica            |                                         |
| Anno | Titolo                       | Canada RPM TOP 100 | Canada RPM A/C CHARTS | Album                                   |
| ---- | ---------------------------- | ------------------ | --------------------- | --------------------------------------- |
| 1982 | Keep Up the Fight            |                    |                       | Gowan                                   |
| 1982 | Make It Alone                |                    |                       | Gowan                                   |
| 1985 | A Criminal Mind              | #5                 | #14                   | Strange Animal                          |
| 1985 | (You're a) Strange Animal    | #15                |                       | Strange Animal                          |
| 1985 | Guerilla Soldier             | #40                |                       | Strange Animal                          |
| 1985 | Cosmetics                    | #41                |                       | Strange Animal                          |
| 1987 | Moonlight Desires            | #10                | #2                    | Great Dirty World                       |
| 1987 | Awake the Giant              | #36                |                       | Great Dirty World                       |
| 1987 | Living in the Golden Age     | #78                |                       | Great Dirty World                       |
| 1990 | All the Lovers in the World  | #6                 | #6                    | Lost Brotherhood                        |
| 1990 | Lost Brotherhood             | #44                |                       | Lost Brotherhood                        |
| 1990 | Out of a Deeper Hunger       | #36                | #17                   | Lost Brotherhood                        |
| 1993 | When There's Time (For Love) | #6                 | #11                   | ...but you can call me Larry            |
| 1994 | Dancing on My Own Ground     | #15                | #17                   | ...but you can call me Larry            |
| 1994 | Soul's Road                  | #13                | #15                   | ...but you can call me Larry            |
| 1994 | Your Stone Walls             | #46                |                       | ...but you can call me Larry            |
| 1995 | Heart of Gold                | #88                | #46                   | Borrowed Tunes: A Tribute to Neil Young |
| 1995 | I'll Be There in a Minute    | #41                |                       | The Good Catches Up                     |
| 1995 | Guns and God                 | #14                | #20                   | The Good Catches Up                     |
| 1996 | Laura                        |                    | #33                   | The Good Catches Up                     |
| 1996 | The Good Catches Up          | #18                | #21                   | The Good Catches Up                     |
| 1997 | Get It While You Can         | #21                |                       | The Good Catches Up                     |
| 1997 | Healing Waters               |                    | #13                   | Best of...                              |

### Raccolte
| Data         | Titolo                                                                           | Classifica              |
| Data         | Titolo                                                                           | Canada RPM Album charts |
| ------------ | -------------------------------------------------------------------------------- | ----------------------- |
| Ottobre 1997 | Best of...                                                                       | #87                     |
| Aprile 2010  | Return of the Strange Animal (reissue of Strange Animal with bonus tracks + DVD) |                         |

### Live
- 1996 Sololive: No Kilt Tonight
- 1997 Gowan au Quebec
- 1998 Home Field

### DVD
- 2006  Gowan live in concert